# 克利爾角
克利爾角（英語：Clear Point），是南極洲的海岬，位於南喬治亞群島，處於斯特羅姆內斯灣入口處東南部，在1929年由英國海軍命名，由英國海外領土管轄。